# Konvent 2 (Quedlinburg)

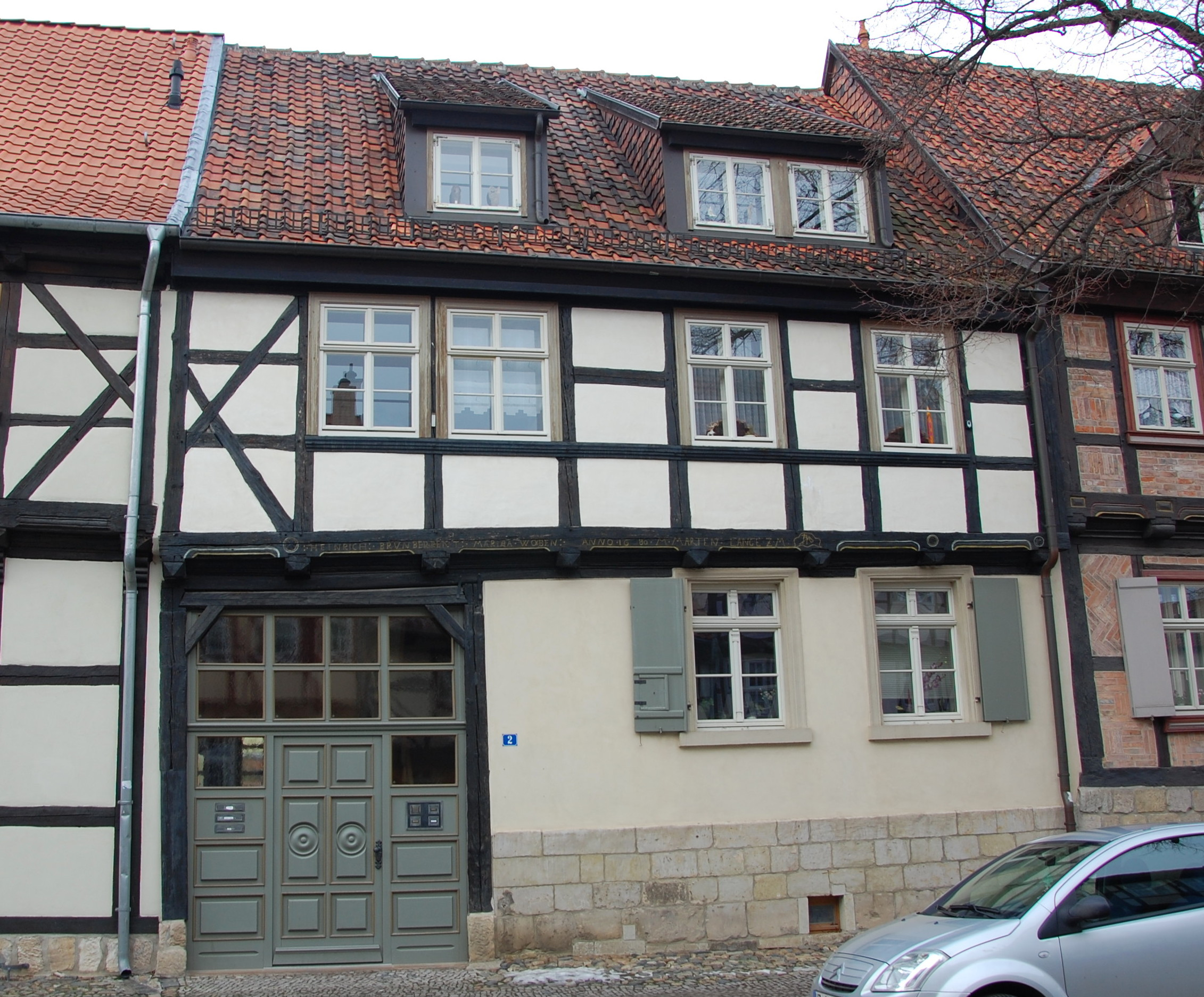
Konvent 2

Das Haus Konvent 2 ist ein denkmalgeschütztes Gebäude in der Stadt Quedlinburg in Sachsen-Anhalt.

## Lage
Es befindet sich im südlichen Teil der historischen Quedlinburger Neustadt auf der Westseite der Straße Konvent und ist im Quedlinburger Denkmalverzeichnis als Ackerbürgerhof eingetragen. Südlich befindet sich das gleichfalls denkmalgeschützte Haus Konvent 1, nördlich das Gebäude Konvent 3.

## Architektur und Geschichte
Das zweigeschossige Fachwerkhaus wurde in der Zeit des Barock im Jahr 1680 durch den Quedlinburger Zimmermeister Martin Lange errichtet. Auf ihn verweist die am Gebäude befindliche, mit einem später abgeändertem Wappen verzierte Inschrift M. MARTIN LANGE Z.M. An der Stockschwelle des Hauses finden sich Schiffskehlen und Pyramidenbalkenköpfe. Um 1820 entstanden die Torflügel der in der Südhälfte des Hauses befindlichen Durchfahrt.
Im Gebäudeinneren befindet sich eine Treppe im Stil des Klassizismus.